# Kareem Burris
Kareem Burris, né le 13 septembre 1991 à Saint-Georges, est un footballeur international anguillan évoluant au poste de gardien de but.

## Biographie

### En sélection
Il joue son premier match en équipe d'Anguilla le 7 juillet 2012, en amical contre les îles Vierges britanniques (défaite 1-0).